# Irans flag
Irans nuværende flag blev indført d. 29. juli 1980.
Flagets grundlæggende design har tre horisontale striber, hvor øverste stribe er grøn, midterste stribe er hvid, og nederste stribe er rød.
I midten af flaget er Irans nationalvåben placeret.
Den hvide stribes over- og underkant er en bort med et stiliseret Allāhu Akbar, الله أكبر, "Gud er den største", skrevet 11 gange mellem den grønne og den hvide stribe og 11 gange mellem den hvide og den røde stribe. At der således står Allāhu Akbar 22 (2*11) gange, er en henvisning til den islamiske revolution, som skete den 22. Bahman 1357 (11. februar 1979) – Bahman er den 11. måned i den persiske kalender.
- Wikimedia Commons har flere filer relateret til Irans flag

| Flag | Spire Denne artikel om flag eller vexillologi er en spire som bør udbygges. Du er velkommen til at hjælpe Wikipedia ved at udvide den. |